# 7 nm 공정
7 nm 공정은 AMD가 2019년 7월 7일 전세계 최초로 7nm 공정이 적용된 라이젠 젠2를 들고 나오면서 도입한 공정이다. 전력소모 및 발열 등이 줄었다.
라데온에서도 7나노 GPU RX5700, RX5700, RX5600, RX5500를 출시하였다. 하지만 전기를 많이 소모한다는 단점이 있다.
엔비디아에서도 7 nm 공정이 적용된 GPU를 출시예정에 있다.